# Wahram Babajan
Wahram Ohani Babajan (auch engl. Vahram Babayan; armenisch Վահրամ Օհանի Բաբայան; * 19. August 1948 in Jerewan) ist ein armenischer Komponist, Pianist und Musiktheoretiker.

## Leben
Babajan absolvierte das Staatliche Konservatorium Jerewan. Sein Klavierdozent war Edvard Mirsoyan. Bei Grigor Jeghiasarjan. studierte er bis zum Abschluss 1973 Komposition. 1992 begründete er die Wahram-Babajan-Stiftung. Er schrieb viele musiktheoretische Artikel und trat als Konzertpianist auf. Seine Kompositionen werden in den Vereinigten Staaten, Japan, Deutschland, Argentinien und Norwegen, aber auch in anderen Ländern aufgeführt. Von April bis August 1999 hielt er sich in Deutschland auf.

## Werke (Auswahl)
Er komponierte vier Opern und vier Ballette, acht Sinfonien und Kammermusik und gehört zu den meistgespielten armenischen Komponisten der jüngeren Generation. Babajan lehrt als Professor am Staatlichen Konservatorium Jerewan. 2014 erhielt er den Ehrentitel Verdienter Künstler der Republik Armenien.
- Klassische Sinfonie op. 1, 1957
- Kinderalbum Nr. 1 op. 2, 1955–57
- 20 Präludien für Klavier op. 8. 1960
- Sinfonie Nr. 1, 1964
- Klavierkonzert Nr. 1, 1965
- Sinfonie Nr. 2, 1968
- Streichquartett Nr. 1 op. 14, 1968
- Sinfonie Nr. 3, 1972
- Flötensonate op. 28, 1982
- Zwei Stücke für Violoncello und Klavier op. 46,1973
- Sinfonie Nr. 4, 1974
- Cellosonate Nr. 1 op. 49, 1975
- Pentimento für zwei Flöten, Oboe, Klarinette in B, Fagott, Horn in F, Pauken, Triangel, Bongos und Streicher op. 51, 1975
- Cellosonate Nr. 2 op. 60, 1978
- Mantra quasi Sonata für Sopransaxophon und Klavier op. 63, 1986
- Klaviersonate Nr, 5 op. 68, 1979
- Doppelkonzert für Violine, Cello und Orchester op. 71, 1981
- Streichquartett Nr. 4 op. 74, 1981
- Sinfonie Nr. 4, 1981
- Orgelsonate op. 77, 1982
- Requiem op. 80, 1983
- Kinderkonzert für Klavier und Streicher op. 82, 1984
- Sinfonie Nr. 6, 1985
- Klaviersonate Nr, 6 op. 87, 1985
- Sonate für Viola und Klavier op. 88, 1985
- Autumn in Kiso Mountains op. 89, 1987
- Konzert für Flöte, Klarinette, Violine, Violoncello und Klavier op. 94, 1988
- Sinfonie Nr. 7, 1988
- Sonate für Violine und Klavier Nr. 3 op. 105, 1995
- Chorsinfonie Nr. 4 op. 108, 2008
- Sinfonie Nr. 8 op. 117, 1998
- Where is our rose für Mezzosopran und Klavier op. 118, 1998
- Streichquartett Nr. 6 op. 119, 1999
- Streichquartett Nr. 7 op. 120, 1999
- Sonate für Viola solo op. 127, 2000
- Trio Linz, Klaviertrio op. 131, 2001
- Es war, Sonate für Bariton und Violoncello op. 133, Text: Joseph von Eichendorff, 2001
- Poliphony of Stones of Friedhelm Lach, Variationen für Streichorchester op. 134, 2002
- Ich atme aus in allem, Liederzyklus für Sopran, Englischhorn, Horn in F, Violine, Viola und Violoncello op. 136 Text: Dagmar Schumann, 2002
- Sonate für zwei Violinen op. 139, 2004
- Sonate Nr. 3 für Violine solo op. 143, 2005
- Cellosonate Nr. 3 op. 145, 2006
- There, Here, and Everywhere für Streicher op. 146, 2006
- Motion and Rest für Kontrabass und Klavier op. 149, 2008